# 图木舒克市
39°52′03″N 79°04′20″E / 39.8675°N 79.072222°E
图木舒克市（維吾爾語：تۇمشۇق شەھىرى‎，拉丁维文：Tumshuq Shehiri）是中华人民共和国新疆维吾尔自治区直辖的县级市，与新疆生产建设兵团第三师实行“师市合一”，位于新疆喀什地区境內，塔里木盆地西端，喀什市以东。
叶尔羌河和喀什噶尔河流经图木舒克市，市域内的小海子水库、永安坝水库与前进水库组成了叶尔羌河中下游湿地自然保护区。南疆铁路穿过城市附近。

## 主要历史
1950年4月，中共巴楚县委在全县设6个区，图木休克为三区，也叫图木休克区。
1958年7月，巴楚县人民公社化，将全县6个区改为5个人民公社，原图木休克区公所改为图木休克公社管理委员会。下辖英曼里管理区、阿克塔木管理区、皮恰克管理区、齐干却勒管理区、畜牧场、加工厂、糖厂。
1966年，农三师成立。1969年2月24日，图木休克总场及小海子水库划归农三师建制，原总场所属分场改为团级农场建制。10月15日，农三师正式接管图木休克总场及其分场。
2002年9月17日，设立自治区县级直辖市图木舒克市，市政府驻齐干却勒街道。
2012年12月24日，经中央编办批准，兵团将13个农业师名称更名，“新疆生产建设兵团农业建设第三师”更名为“新疆生产建设兵团第三师”。
2014年6月26日，经国务院复同意，将原四十一团区域、喀什地区疏勒县巴合齐乡部分区域、塔孜洪乡部分区域，疏附县布拉克苏乡部分区域，克孜勒苏克尔克孜自治州阿克陶县皮拉勒乡部分区域划归整合，形成了新的草湖镇，隶属图木舒克市管辖。
2014年11月8日，图木舒克市草湖镇挂牌仪式在四十一团团部举行。
2019年12月20日，自治区人民政府同意调整图木舒克市与喀什地区岳普湖县、麦盖提县、巴楚县、莎车县、伽师县部分行政区域界线，将兵团第三师42团、45团、46团、48团、50团、54团、伽师总场已确权区域划入图木舒克市管辖，涉及区域总面积1620.91平方公里。
2019年12月30日，兵团七届党委56次常委会会议审议通过部分团场建镇工作方案，四十二团龙口镇、四十五团前海镇、四十六团永兴镇、四十八团河东镇、五十团夏河镇、五十四团兴安镇、伽师总场嘉和镇批准设立。师市7个新建镇加上2014年11月设立的四十一团草湖镇，形成了“一市八镇”的城市发展总体框架。
2020年12月25日，新设44团永安镇、49团海安镇、51团唐驿镇、53团金胡杨镇 。
2022年12月27日，新设东风农场东风镇、叶城二牧场杏花镇。
2024年5月，经国务院批准，将克孜勒苏柯尔克孜自治州阿图什市、乌恰县部分行政区域划归图木舒克市管辖。

## 行政区划
第三师图木舒克市下辖3个街道办事处、14个镇：
锦绣街道、前海街道、永安坝街道、四十一团草湖镇、四十二团龙口镇、四十四团永安镇、四十五团前海镇、四十六团永兴镇、四十八团河东镇、四十九团海安镇、五十团夏河镇、五十一团唐驿镇、五十三团金胡杨镇、五十四团兴安镇、伽师总场嘉和镇、东风农场东风镇、叶城二牧场杏花镇。
| 统计用区划代码 | 名称       | 备注                           |
| -------------- | ---------- | ------------------------------ |
| 659003001000   | 锦绣街道   |                                |
| 659003002000   | 前海街道   |                                |
| 659003003000   | 永安坝街道 |                                |
| 659003100000   | 草湖镇     | 与四十一团实行团镇合一         |
| 659003101000   | 龙口镇     | 与四十二团实行团镇合一         |
| 659003102000   | 前海镇     | 与四十五团实行团镇合一         |
| 659003103000   | 永兴镇     | 与四十六团实行团镇合一         |
| 659003104000   | 兴安镇     | 与五十四团实行团镇合一         |
| 659003105000   | 嘉和镇     | 与第三师伽师总场实行场镇合一   |
| 659003106000   | 河东镇     | 与四十八团实行团镇合一         |
| 659003107000   | 夏河镇     | 与五十团实行团镇合一           |
| 659003108000   | 永安镇     | 与四十四团实行团镇合一         |
| 659003109000   | 海安镇     | 与四十九团实行团镇合一         |
| 659003110000   | 唐驿镇     | 与五十一团实行团镇合一         |
| 659003111000   | 金胡杨镇   | 与五十三团实行团镇合一         |
| 659003112000   | 东风镇     | 与第三师东风农场实行场镇合一   |
| 659003113000   | 杏花镇     | 与第三师叶城二牧场实行场镇合一 |

## 全市人口
根据2010年第六次全国人口普查，全市常住人口为142601人，同第五次全国人口普查相比，十年共增加31593人，增长28.46%。年平均增长率为2.54%。其中，男性人口为76528人，占53.67%；女性人口为66073人，占46.33%。总人口性别比（以女性为100）为117.01。0－14岁人口为42296人，占29.66%；15－64岁人口为94663人，占66.38%；65岁及以上人口为5642人，占3.96%。汉族44907人，占总人口的31.49%，各少数民族人口97694人，占总人口的68.51%。
2016年末，第三师总人口23.51万人,比上年增加10634人,增长4.7%,其中男性12.71万人,女性10.8万人,分别占总人口的54.1%和45.9%;汉族10.26万人、维吾尔族12.99万人、其他少数民族0.26万人,分别占总人口的43.6%、55.2%和1.1%。总户数7.56万户,户均人口3.11人。全年出生人口0.22万人,出生率9.4‰;死亡人口0.09万人,死亡率4.1‰。人口自然增长率5.3‰。
2020年末，根据第七次人口普查数据显示：全市常住人口为263245人。
2022年末，图木舒克市人口32.66万人。其中，男性17.21万人，女性15.45万人；全年出生人口1674人，出生率为5.25‰；死亡人口980人，死亡率为3.08‰；自然增长率为2.17‰。

## 交通状况
- 公路： 217国道、 218省道
- 图木舒克铁路（恰尔巴格站经客运图木舒克站至货运图木舒克南站）[8]

## 全国重点文物保护单位
- 唐王城